# Charlotte Flemming
Pour les articles homonymes, voir Flemming.
Charlotte Flemming (née le 3 juillet 1920 à Weimar, morte le 3 mars 1993 à Munich) est une costumière allemande.

## Biographie
Charlotte Flemming étudie la décoration scénique, les costumes et le dessin de mode en 1937 à l'académie des beaux-arts de Weimar. Elle travaille pour le Schauspielhaus Bochum en 1939 puis des théâtres viennois.
Elle commence à travailler au cinéma pour le film Quartett zu fünft produit par la DEFA. Elle devient la costumière la plus importante des productions germanophones à côté de Gerdago dans les années 1950 et d'Irms Pauli dans les années 1960 puis travaille des productions internationales dans les années 1970.
Charlotte Flemming continue à travailler pour le théâtre et la télévision.
En 1990, la Deutsche Kinemathek acquiert sa collection de 1 500 costumes.
Elle fut l'épouse de Günther Anders.

## Filmographie

### Actrice

#### Cinéma
- 1951 : In München steht ein Hofbräuhaus : Sabine Bömmchen (non crédité)

### Costumière

#### Cinéma
- 1949 : Einmaleins der Ehe
- 1949 : Quartett zu fünft
- 1949 : Verspieltes Leben
- 1950 : Die gestörte Hochzeitsnacht
- 1951 : In München steht ein Hofbräuhaus
- 1952 : Illusion in Moll
- 1952 : L'auberge du Cheval Blanc
- 1953 : Alles für Papa
- 1953 : Fanfaren der Ehe
- 1953 : L'amour n'est pas un jeu
- 1953 : Muß man sich gleich scheiden lassen?
- 1953 : Tant que tu m'aimeras
- 1954 : Prison d'amour
- 1954 : Der letzte Sommer
- 1955 : Die Barrings
- 1955 : Geliebte Feindin
- 1955 : Reaching for the Stars
- 1955 : Roses d'automne
- 1956 : Kaiserjäger
- 1956 : La Dernière escale
- 1956 : Lügen haben hübsche Beine
- 1956 : Mayerling - le dernier amour du fils de Sissi
- 1956 : Two in a Sleeping Bag
- 1956 : Wenn wir alle Engel wären
- 1957 : Alle Wege führen heim
- 1957 : Call-Girls
- 1957 : Die Heilige und ihr Narr
- 1957 : Die Lindenwirtin vom Donaustrand
- 1957 : Die unentschuldigte Stunde
- 1957 : Un petit coin de paradis
- 1957 : Wien, du Stadt meiner Träume
- 1958 : Der Priester und das Mädchen
- 1958 : Hoch klingt der Radetzkymarsch
- 1959 : Dans les griffes du tigre
- 1959 : La Grenouille attaque Scotland Yard
- 1959 : Les Géants de la forêt
- 1959 : Marili
- 1960 : Agatha, laß das Morden sein!
- 1960 : Der liebe Augustin
- 1960 : Gustav Adolfs Page
- 1960 : Heldinnen
- 1961 : Die Ehe des Herrn Mississippi
- 1961 : Unser Haus in Kamerun (de)
- 1962 : Schneewittchen und die sieben Gaukler
- 1963 : Moral 63
- 1965 : Belles d'un soir
- 1966 : Grieche sucht Griechin
- 1968 : La tour de Nesle
- 1971 : Trotta
- 1972 : Cabaret
- 1973 : Alle Menschen werden Brüder (en)
- 1975 : Die Dubarry
- 1976 : Die Elixiere des Teufels (de)
- 1976 : Ansichten eines Clowns
- 1977 : L'Œuf du serpent
- 1978 : Der Mann im Schilf
- 1978 : Fedora
- 1983 : The Roaring Fifties
- 1988 : Schloß Königswald

#### Courts-métrages
- 1960 : Der Spielverderber

#### Télévision
Séries télévisées
- 1987 : Das Erbe der Guldenburgs

Téléfilms
- 1958 : Ein gewisser Judas
- 1961 : Einladung ins Schloß
- 1962 : Becket oder Die Ehre Gottes
- 1962 : Die Großherzogin von Gerolstein
- 1963 : Amphitryon 38
- 1963 : Der Parasit
- 1963 : Die Grotte
- 1964 : Eurydike
- 1964 : Minna von Barnhelm
- 1964 : The Nutcracker
- 1965 : Das große Ohr
- 1965 : Der Spielverderber - Das kurze, verstörte Leben des Kaspar Hauser
- 1965 : Die Sommerfrische
- 1965 : Onkel Wanja - Szenen aus dem Landleben
- 1965 : Undine
- 1966 : Berta Garlan
- 1966 : Herrenhaus
- 1966 : Oberst Chabert
- 1966 : Stoppt die Welt - Ich möchte aussteigen
- 1967 : Alle Reichtümer der Welt
- 1967 : Der Heldenmantel
- 1967 : Die Mission
- 1967 : Die Mohrin
- 1967 : Die Zimmerwirtin
- 1967 : So war Herr Brummell
- 1968 : Das Veilchen
- 1968 : Haus Herzenstod
- 1968 : Mathilde Möhring
- 1968 : Pole Poppenspäler
- 1969 : Der Tanz des Sergeanten Musgrave
- 1969 : Die Freier
- 1969 : Die Geschichte der 1002. Nacht
- 1969 : Epitaph für einen König
- 1970 : Der Bettelstudent
- 1970 : Durch die Wolken
- 1970 : Emilia Galotti
- 1970 : Königin Christine
- 1971 : Karpfs Karriere
- 1971 : Wölfe und Schafe
- 1972 : Don Pasquale
- 1972 : Eugen Onegin
- 1972 : Nasrin oder Die Kunst zu träumen
- 1974 : Die Kurpfuscherin
- 1974 : Frühlingsfluten
- 1974 : Madame Pompadour
- 1974 : Nie wieder Mary
- 1974 : Zinngeschrei
- 1975 : Frau Luna
- 1975 : Strategen der Liebe
- 1976 : Die Heiratsvermittlerin
- 1977 : Der Schachzug
- 1977 : Fairy
- 1977 : Teerosen
- 1980 : De la vie des marionnettes
- 1982 : Dr. Margarete Johnsohn
- 1982 : Wir
- 1983 : Hanna von acht bis acht
- 1985 : Mamas Geburtstag
- 1986 : Die letzte Rolle